# Sebastiania echinocarpa
Sebastiania echinocarpa är en törelväxtart som beskrevs av Johannes Müller Argoviensis. Sebastiania echinocarpa ingår i släktet Sebastiania och familjen törelväxter. Inga underarter finns listade i Catalogue of Life.